# 丸刈り校則
丸刈り校則（まるがりこうそく）とは、学校教育において、男子生徒の髪型を丸刈りにすることを強制的に定めている校則をいう。また、女子生徒に対しておかっぱ等の短い髪型を強制する校則も含めて論じられることもある。

## 日本における丸刈り・おかっぱ校則

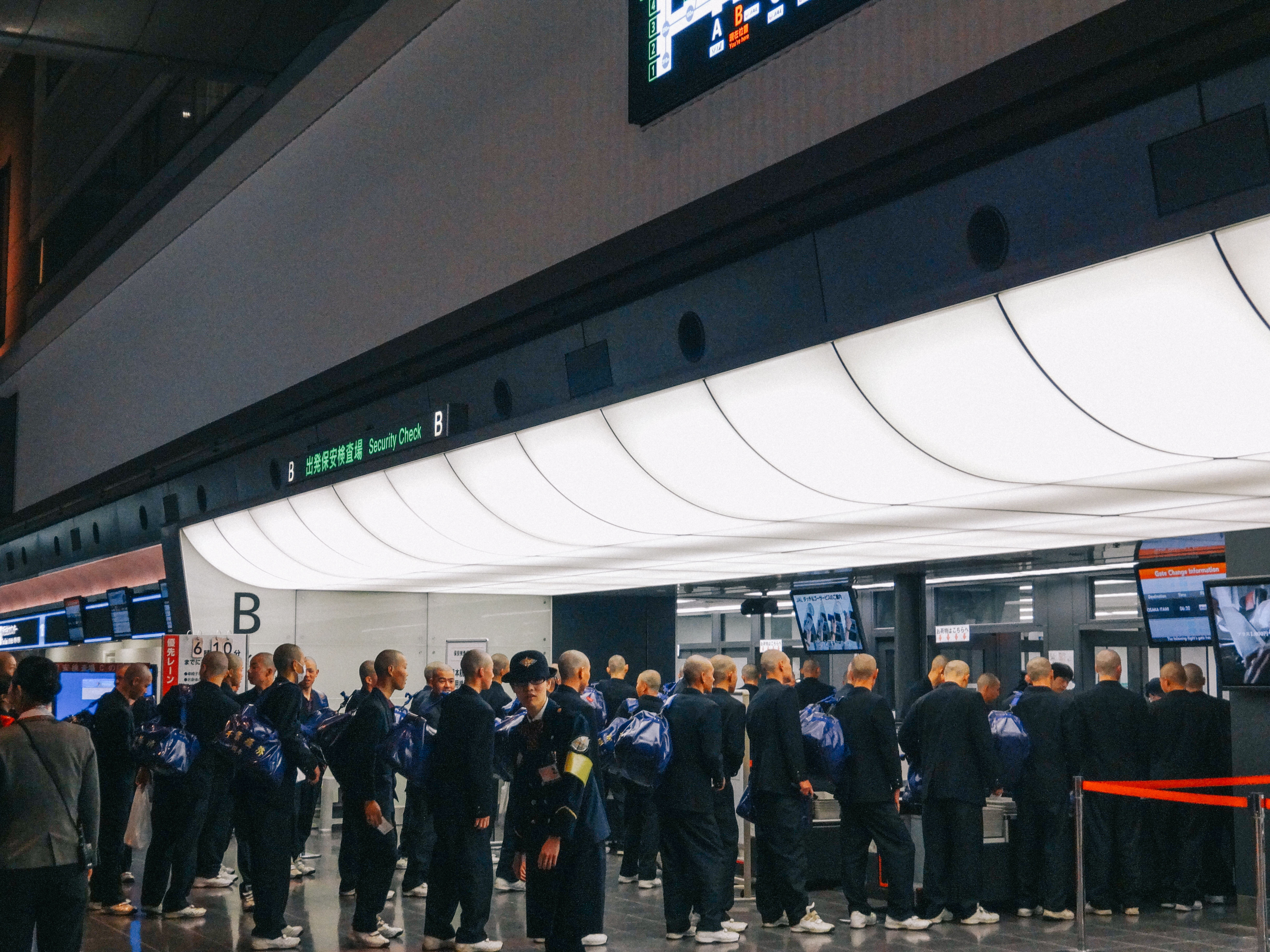
東京国際空港（羽田空港）における野球部の高校生。全員の髪型が丸刈りである（2013年3月15日）

日本では男子生徒に対し、主に中学校で丸刈り校則が実施されていたが、一部の高等学校で実施されることもあった。男子生徒に丸刈りを強制する学校でも、女子生徒に対しては、肩にかかる髪を束ねるなどの要件を満たせばロングヘアを認める学校が多かったが、一部の学校では、女子生徒に対しても、おかっぱ等の短い髪型を強制していた。
男子生徒が丸刈り、女子生徒がおかっぱ等の短い髪形にする事を定めた校則は「単なる心得であって、守る法的義務はない」とされる一方で、頭髪検査を実施する等、守る義務があるかのごとく実施されている場合もあった。
中学校単位での男子生徒に対する丸刈り強制は、1980年代中頃には全国の中学校の33.5%で見られたが、人権侵害であるとして、撤廃のために立ち上がる人たちが現れ、徐々に廃止されていき、2019年に全廃となった。中学校単位での女子生徒に対するおかっぱ等の短い髪型の強制は2023年、高等学校単位での男子生徒に対する丸刈り強制は2020年、高等学校単位での女子生徒に対するおかっぱ等の短い髪型の強制は2021年に全廃となった。
学校単位ではなく、野球部などの部活動単位で丸刈り強制が実施されることもあり、2023年8月現在でも継続中である。

### 丸刈り・おかっぱ校則の実施例（生徒手帳等に記載の頭髪規定の例）

#### 男子生徒に丸刈りを強制するが、女子生徒にはロングヘアを認めている事例
- 一般的な事例[2]
  1. 男子　丸刈り（長さは指から出ない程度とする）
  2. 女子　前髪は自然の状態で眉までとする。後髪が襟より長い場合、黒・紺・茶色のゴムで束ねる。
- 指定が細かい事例[10]
  1. 男子は三分刈り。伸びて2.5cmに達したら刈り、常に清潔に保つ。
  2. 女子はオカッパ、カットを原則とする。前髪をまゆより長くした場合横で留め、後ろ髪を肩より長くした場合は肩甲骨までとし、三つ編みかゴムで縛る。ヘアバンド、リボンはしない。

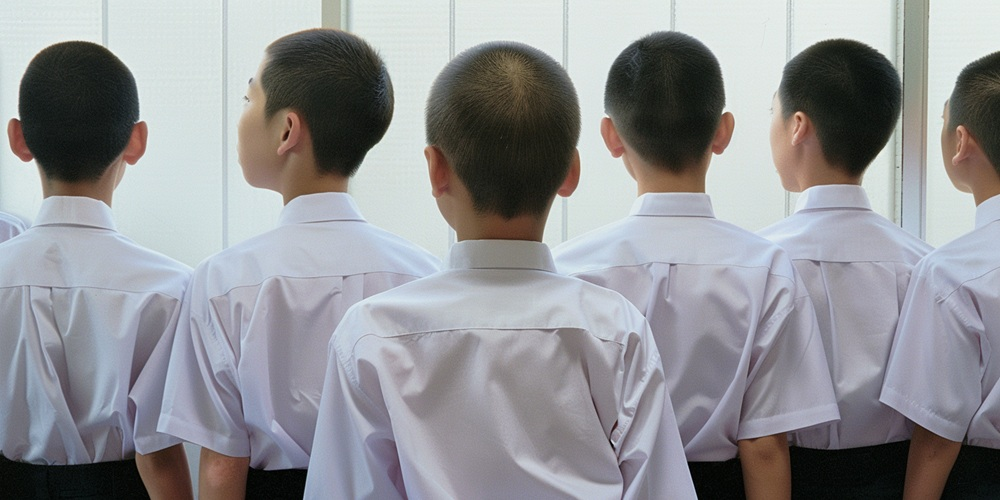
丸刈りを義務付けられた中学生の例

#### 男子生徒に丸刈りを強制し、女子生徒にも短い髪形を強制する事例（女子生徒への特定の髪型指定は無い）
- 一般的な事例[11]
  1. 男子　丸刈り
  2. 女子　耳の下10cmまでとし、肩にかからない程度とする。前髪は眉毛にかからないものとする。
- 指定が細かい事例[2]
  1. 男子　丸刈り（散髪するときは、１枚又は２枚で刈る）
  2. 女子　前髪は眉にかからない（散髪するときは、眉の1cm以上で切る）。 後ろ髪は襟の真ん中までとする（散髪するときは、襟の1cm以上うえで切る）。 髪は自然のままの状態（染色、脱色、カールはしない）。 ヘアピンなどの留め具は使用しない。ゴムやリボンで後ろ髪をくくらない。

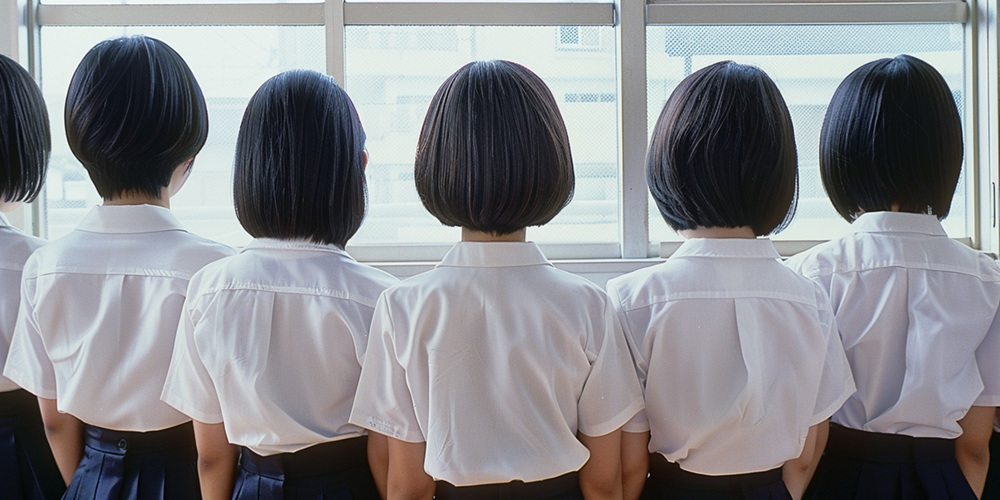
おかっぱ等の短い髪形を義務付けられた中学生の例

#### 男子生徒に丸刈りを強制し、女子生徒にも特定の短い髪型（おかっぱ）を強制する事例
- 一般的な事例[12]
  1. 男子　丸刈り（指の厚みまでの長さ）
  2. 女子　おかっぱ（前髪は自然に下ろし、眉から１センチ以上うえで切り揃える。横髪、後ろ髪は自然に下ろし、耳たぶの位置で切り揃える。耳たぶより下の襟髪は、制服の襟にかからないよう刈り上げる。ただし、耳たぶより上には刈り上げない）。リボンやゴム紐での結束は禁止する。
- 指定が細かい事例[13]
  1. 男子　丸刈り。髪の長さは二分刈り（約7mm）以下とする。　
  2. 女子　下記の通り「おかっぱ頭」とする。 （イ）全ての髪を、生えているままの状態でまっすぐに下すこと。 （ロ） 前髪は、眉より上で、完全な一直線に切りそろえること。常に眉より上に肌が見えなければいけない。 （ハ） 残りの髪は、全て、襟（あごの最上部から水平に結んだ線）より上で、完全な一直線に切りそろえること。　 （ニ） 全ての髪の長さは、上記（ロ）（ハ）の2段階の長さでなければいけない。後ろへ行く程長い刈り方や刈り上げのような長さが２段階でない刈り方は絶対禁止する。長髪は認めていない。 （ホ） パーマやカールは絶対禁止、問題外である。分けたり変形変色、結束はもちろんリボンやゴム、ピン止めもしてはいけない。常に、上記（イ）の通り生えているまままっすぐに下した髪型でなくてはいけない。

#### 男子生徒への丸刈り強制は廃止されたが、女子生徒には特定の短い髪型（おかっぱ）強制が残置された事例[14]
1. 男子　前髪：眉毛にかからない、横髪：耳にかからない、後ろ髪：刈り上げる。
2. 女子　前髪：眉毛にかからない、後ろ髪：衿をこえない、極端に刈り上げない。

### 丸刈り・おかっぱ校則の目的
熊本丸刈り訴訟の事例で、論点となった丸刈り校則の目的を以下に示す。
- 生徒の生活指導の一つとして、生徒の非行化を防止すること。
- 中学生らしさを保たせ周囲の人々との人間関係を円滑にすること。
- 質実剛健の気風を養うこと。
- 清潔さを保たせること、スポーツをする上での便宜をはかること。
- 髪の手入れに時間をかけ遅刻する、授業中に櫛を使い授業に集中しなくなる、帽子をかぶらなくなる、自転車通学に必要なヘルメツトを着用しなくなる、あるいは、整髪料等の使用によつて教室内に異臭が漂うようになるといつた弊害を除却すること。

### 丸刈り・おかっぱ校則の効果
全国各地で起きた丸刈り校則反対運動での「丸刈り校則に賛成の意見」を要約すると下記のようなメリットがあった。

#### 保護者へのメリット
- 子どもの髪型に関する悩みやトラブルが減少する。
- 規定された髪型を守ることで、子どもが学校で問題に巻き込まれるリスクが低減される。
- 定期的な理髪店や美容院の費用を節約できる。

#### 生徒へのメリット
- 髪型を統一する事により、生徒同士の差別やいじめが減少する。
- 髪型や髪色について悩む必要がなくなり、外見へのストレスを減らすことができる。

#### 学校へのメリット
- 学校全体での一体感を生み出し、学校内の秩序維持に効果がある。
- 生徒や保護者に対して明確なルールを提供する事により、運用上の混乱やトラブルを最小限に抑えることができる。

### 丸刈り・おかっぱ校則の弊害と廃止理由
下記のような意見が時代とともに増加し、丸刈り・おかっぱ校則は廃止に至った。
- 子どもたちが自分の髪型や外見を選択することは個性や自己表現の一部であり、人権として尊重されるべきである。
- 髪型の規制が厳格である場合、異なる文化や信念を持つ生徒にとって、自己表現の自由が制限される可能性がある。
- 子どもが自分の髪型を選択できないことは、精神的なストレスや不安を引き起こす場合がある。
- 社会や文化は常に変化しており、個性や多様性を尊重し、生徒が自己表現をする環境を提供することが教育現場に求められている。

### 1970年以前
1948年（昭和23年）の学制改革以前、とりわけ1945年（昭和20年）の敗戦以前においても、旧制中学校の生徒は基本的に丸刈りだったが、校則による強制はなかった。旧制中学校の生徒に課せられていた学校教練（軍事教練）は相当な運動量を要し、頭部を保護する制帽、全身を保護する冬服、足元を保護するゲートルの着用が夏季においても必須であった。発汗による不快感のほか、頭部の放熱に配慮しないと卒倒する危険もあり、このような実利的な要因が大きかった。子供のくせに長髪はまだ早いといった偏見は既にあったが、軍人の間で丸刈りが励行されており、軍人以外にも丸刈りの者が少なくない時代であったため、以降の時代に比べて抵抗感を示す生徒は少なく、事実上丸刈りが基本となっていたことも問題視されることはなかった。教練が廃止され、新制中学校・高等学校に改編されて以降は、まず坊ちゃん刈りがはやりだし、中学校での校則で「髪型は丸刈りとする」との記載が目立つようになってきた。
1958年（昭和33年）4月、水戸地方法務局は茨城県立上郷高等学校での丸刈り校則改正運動で退学者が出た事件について「長髪禁止は人権侵害のおそれがある」と、茨城県教育庁に勧告した。
1962年（昭和37年）、愛知県岡崎市立城北中学校で、市内中学校の生徒指導のモデル校とするための指導と統制の一環で、男子生徒全員に夏休みまでに丸刈りにするよう厳命され、女子はおかっぱとされた。廃止は1990年代。
1963年（昭和38年）、北海道札幌市立白石中学校で、制服の制定に合わせて、男子の丸刈りが実施された。廃止は1966年(後述)
1964年（昭和39年）、滋賀県栗太郡栗東町立栗東中学校（現 栗東市立栗東中学校）で、男子生徒の頭髪の丸刈りを決定した。廃止は1989年(後述)
1964年（昭和39年）4月、岐阜県加茂郡東白川村立東白川中学校で、消費ブームの波で生徒の服装が派手になる懸念から、生徒の服装が統一され、それに合わせて「男子は丸刈り、女子は短髪（ショートカット）」にすることを決めた。廃止は1993年(後述)
1965年（昭和40年）9月2日、茨城県龍ケ崎市立愛宕中学校で、男子生徒の頭髪丸刈りが実施された。廃止は1994年(後述)
1966年（昭和41年）、福岡県久留米市の広報紙に「市内の中学校で長髪を認めてほしい」という中学生からの要望が掲載されたが、学校教育課長による回答は「卒業されるまでごしんぼういただき、学校の教育方針にご協力をお願いします」というものだった。
1966年（昭和41年）、北海道札幌市立白石中学校で、男子の丸刈りが廃止された。
1969年（昭和44年）、秋田県大館市立花岡中学校（2015年閉校）で、男子生徒全員の丸刈りが実施された。廃止は1994年(後述)

### 1970-1980年代
1970年（昭和45年）4月、岐阜県安八郡輪之内町立輪之内中学校で、諸規則を一括して「生徒の心得」が制定され、それに合わせて、男子は丸刈り（5mm以下）とすること、女子は毛先が襟上にかからない、かつ前髪は眉毛の上までとすることになった。廃止は1992年(後述)
1974年（昭和49年）、日本弁護士連合会は、埼玉県入間郡大井町立大井中学校（現 ふじみ野市立大井中学校）の丸刈り指導について人権侵害と認定し、大井中学校校長に勧告を出し、同中学校は勧告を直ちに受け入れ校則を改正した。
1970年代後半（昭和50年代前半）頃、大阪府の寝屋川市立第二中学校では、男子の頭髪は丸刈り（二枚刈り）、女子の前髪は眉より上、かつ後ろ髪は襟より上で、長く伸ばすことも段カットも禁止（女子全員がおかっぱ頭）と規定されており、頭髪検査も厳しく実施されていた。
1970年代後半～1980年代前半、全国の中学校で校内暴力(対教師暴力､生徒間暴力､器物損壊) が激化した｡校内暴力を沈静化させるために､1980年代前半､厳しい校則の制定・適用が行われ､時には体罰が行使された背景があり、丸刈り校則を採用して事態を乗り切ろうとする中学校が出てきた。
1983年（昭和58年）、愛知県西尾市立一色中学校で、パーマや染色をする生徒が目立ち始め、非行も増加したことから、男子は丸刈り、女子はショートカットという頭髪ルールを制定した。廃止は1994年(後述)
1984年（昭和59年）、「学校解放新聞」が立ち上げられ、反管理教育運動がさかんとなり、丸刈り校則問題がテレビ・新聞で大きく取り上げられるようになる。
1984年（昭和59年）頃、愛媛県松山市立雄新中学校では、男子は丸刈り、女子はおかっぱで、長さも細かく決められていた。
1980年代中頃の数字で、日本全国の中学校の33.5%で丸刈り校則が実施された。
1985年（昭和60年）、茨城県牛久市立T中学校では、男子は五分刈り以下の丸刈り、女子は衿にかからない程度、前髪は眉まで（ロングヘア禁止）と決められており、定期的に頭髪検査が行われていた。
- 1988年5月、PTA運営委員会にて「頭髪校則の見直しについてPTAをあげて重点目標として取り組んでくこと」を重点目標に追加することが決定される。当時の生徒心得では「男子…5分刈り以下の丸刈り。女子…前髪は眉までとする。髪は肩にふれないようにする」と示されていたが、それらの見直しを求める活動が、生徒会でも行われた。
- 1989年4月、頭髪校則の見直しがあり女子のみ長髪（ロングヘア）が「前髪は眉まで、肩にかかるときは黒いゴムで結ぶ」という条件付きで許可される。男子の丸刈りは見直されるに至らなかった。その後、PTAでの見直しを求める活動は後退する。
- 1991年4月、新一年生の一名の男子生徒が丸刈りを拒否して長髪での登校を開始したが、先生から「長髪はルール違反」との忠告、「髪を切ってこい！」との指導、三年生の生徒からの脅迫等にあうこととなる。
- 1991年9月、長髪登校を続ける男子生徒の支援者を中心に「牛久市中学生の頭髪自由化を実現する会」が設立される。
- 1992年4月、新任の校長より、長髪登校を続ける男子生徒の保護者に対し、二学期（9月）から丸刈り校則を撤廃することが約束される。

1985年（昭和60年）11月13日、熊本地方裁判所は玉東町立玉東中学校の丸刈り校則の無効確認と不利益処分禁止そして損害賠償を求めた訴えを棄却した。ただし、丸刈り校則の合理性には疑問の余地があるとした。また、丸刈り指導のやり方について「直接の説得」や不利益処分がないことを確認した上、全体として「違法とはいえない」としている。詳細は「熊本丸刈り訴訟」を参照。
1987年（昭和62年）4月、愛知教育大学地球環境科学領域教授の森山昭雄の三男が岡崎市立葵中学校に入学。同生徒は入学時から長髪登校を続けた。
- 1989年3月、森山昭雄が『丸刈り校則 たった一人の反乱』を刊行[31]。

- 1991年9月、岡崎市立南中学校において、同市内で初めての頭髪の自由化が達成された[32]。
- 1992年3月、森山昭雄が『全国縦断 丸刈り強制イヤです！』を刊行し、丸刈り校則と戦った当事者のレポートや手記を公開した[33]。

1987年（昭和62年）10月、関西6府県における丸刈り校則実施状況は下記のとおりである。
- 全87市のうち55市で、市内全ての公立中学校で長髪可となる。
- 全87市のうち18市で、市内全ての公立中学校で丸刈り強制で、残る14市では長髪、丸刈り強制どちらも見られたが、市内で1校のみ強制というケースもいくつかあった。
- 京都府は丸刈り強制が1校のみと非常に少ないのに対し、兵庫県では全体の3分の2近くが丸刈り強制であり、関西地区で全市一律丸刈り強制のあった18市の内10市を占めていた。

1988年（昭和63年）3月、静岡県清水市立第二中学校（現 静岡市立清水第二中学校）は、校則に合わない髪型をした男女4名の生徒の写真を卒業アルバムから外し、花壇の花の写真に差し替えた。この事件は新聞各紙で報じられ、同年3月31日には参議院法務委員会で質疑が行われるに至った。4月25日、この事件がきっかけとなり、文部省初等中等教育局長は都道府県教育委員会に対し、校則の見直しを指示。管理教育の雪どけが始まる。
1988年（昭和63年）12月、静岡県浜松市内の中学校で男子生徒は原則として丸刈りを義務付けてきたが、浜松市校長会は生徒の頭髪や制服などを定めた校則は各校の裁量に任せることを決めた。これにより前年度から校内に校則見直し委員会を設置して、教職員や生徒、父母が一緒になって検討をしてきた中部中学校は1989年1月の始業式から男子生徒の丸刈り規則を廃止した。続いて1989年度から東部・与進・蜆塚など、1990年度から神久呂・積志・新津などの各中学校がこれに続いた。
1988年（昭和63年）12月17日、神奈川県小田原市立千代中学校で、男子の丸刈りの校則をなくし、「中学生らしい髪型」へと変更された。
1989年（平成元年）、滋賀県栗太郡栗東町立栗東中学校（現 栗東市立栗東中学校）で、男子生徒の頭髪が自由化された。

### 1990年代
1990年（平成2年）、神戸弁護士会が10月18日現在の都道府県庁所在都市について調査したところ、以下のような結果が出た。
- 福島市および鹿児島市では、全中学校で丸刈り校則を実施。
- 神戸市では、81校中78校で、95%以上の学校で丸刈り校則を実施。
- 宮崎市では18校中14校、静岡市では27校中18校、佐賀市では9校中6校、那覇市では17校中10校、徳島市は15校中8校と、過半数の中学校で丸刈り校則を実施。
- 山口市では11校中4校、青森市では20校中7校、福井市では21校中6校、松山市では26校中7校、岡山市は34校中9校と、4割以下2割以上の中学校で丸刈り校則を実施。
- 福岡市では64校中12校、大阪市では129校中24校、熊本市では27校中5校と、2割未満1割以上の中学校で丸刈り校則を実施。
- 山形市では15校中1校、富山市では18校中1校、名古屋市では105校中5校、広島市では59校中2校、東京都23区は431校中4校と、1割未満の中学校で丸刈り校則を実施。
- 札幌市、盛岡市、仙台市、秋田市、水戸市、宇都宮市、前橋市、浦和市、千葉市、横浜市、新潟市、金沢市、甲府市、長野市、津市、大津市、京都市、奈良市、和歌山市、鳥取市、松江市、高松市、高知市、長崎市、大分市では、いずれも丸刈り校則実施の中学校は無い。
- 都道府県庁所在都市全体では、13%ほどの中学校で丸刈り校則を実施となった。

神戸弁護士会が合わせて行った都道府県に対する調査では、以下のような結果が出た。
- 東北地方の秋田県と山形県、岩手県、宮城県では、いずれも3割以上5割以下の中学校で丸刈り校則を実施。
- 福島県では、1991年4月時点で、92%ほどの中学校で丸刈り校則を実施。
- 静岡県では、9割以上の中学校で丸刈り校則を実施。

1990年（平成2年）、愛知県豊田市立高岡中学校で、生徒会により校則改正が行われ、男子丸刈りが廃止となった。
1991年（平成3年）4月、愛知県海部郡弥富町立弥富中学校（現 弥富市立弥富中学校）で、校則見直しの一環として、男子の頭髪の丸刈り規定が変更された。
1991年（平成3年）4月、群馬県高崎市・藤岡市・安中市・周辺の西毛地区に丸刈り校則のある中学校が多かったが、高崎市の市立中学校で、佐野中学校など数校が、1〜2年のうちに長髪を解禁すべく、校則の見直しを開始した。
1991年（平成3年）10-12月、岐阜県可児市内の全市立中学校5校(蘇南・中部・東可児・西可児・広陵)で、男子に丸刈り、女子にショートカット（おかっぱ等の短い髪型）を強制しており、「子どもの人権と校則を考える会」岐阜県可児市部は、5校の校長・PTA会長・生徒会長に「表現の自由を認めない憲法に抵触している規制に対し頭髪規定を早急に見直し検討すること」との要望書を手渡し（一部は郵送）した。
- そのうちの1校である中部中学校では、1992年初めの入学説明会で（要望に対する）回答がなく、（同会は）説明会のやり直しを要求した。1992年2月26日の「やり直し」説明会の席上では「（保護者らが）ワァワァ言っているうちは（見直しは）やりません」と回答があった[47]。
- 1992年4月から中部中学校に入学したM君（中１男子）とKさん（中1女子）が長髪での登校を初め、5〜6月にかけて、M君・Kさん各保護者から、再三にわたり校長・県教育委員会に抗議書が提出された。Kさんに対しては、カウンセリングと称して髪を切るよう説得するなどの扱いもあり、Kさんの保護者は県弁護士会に人権救済申立てを実施した[47]。

- Kさん保護者からの人権救済申し立てを受けて、県弁護士会は1992年10月8日、中部中学校に対し「男子 丸刈りで9mm（3分）以下とする。女子 ショートカットまたはおかっぱで長くても肩にふれない」との指導基準を廃止するよう勧告し、市教育委員会、県教育委員会に対しても同市内中学校へ髪型規制廃止の指導をする要望書を提出した[47][5]。

- 県弁護士会からの勧告、要望書を受けて、1992年11月、同市立中学校5校全ての頭髪自由化（男子生徒に対する丸刈り校則、女子生徒に対する短い髪形の強制の廃止）が達成された[47]。

- しかしながら、中部中学校においては、頭髪自由化の直前、生徒会執行部からKさんへ髪を切るよう要求（髪が長いKさんの髪を肩上にそろえてから頭髪自由化をスタートさせるべきとの意見を受けての対応）があった。Kさんの髪が切られる事なく自由化は達成されたが、1993年1月末にKさんは県外へ転校するに至った[47]。

1992年（平成4年）2月、鹿児島市立長田中学校で、従来は男子の頭髪は校則で丸刈りとされていたが（旧）鹿児島市の市立中学校としては初めて、丸刈り校則が廃止された。
1992年（平成4年）2月5日、静岡県下田市立稲生沢中学校（2022年3月閉校）で、男子頭髪規定が改定され、丸刈り校則が廃止された。
1992年（平成4年）2月24日、栃木県芳賀郡益子町立中学校で丸刈りが強制されており、栃木弁護士会が「生徒の基本的人 権を侵害し，教育基本法の定める教育目的にも反すると 言わざるを得ないので，直ちに廃止されるよう」学校に 勧告した。
1992年（平成4年）4月、岐阜県安八郡輪之内町立輪之内中学校で、生徒会執行部、各委員会の委員長で構成する拡大執行部が中心となり、頭髪の自由化（丸刈り強制の廃止）が実現された。
1992年（平成4年）7月20日、名古屋市立八幡中学校で、丸刈りから長髪を認めるよう、校則が改正された。
1992年（平成4年）11月、福島県白河市立白河第二中学校で、頭髪のきまり（男子の丸刈り強制）の変更があり、男子の頭髪が自由化された。
1992年（平成4年） 12月、富山県魚津市立東部中学校で、男子生徒丸刈りが廃止された。
1993年（平成5年）、兵庫県加古川市立中部中学校で、男子丸刈り強制が廃止された。
1993年（平成5年）4月、徳島市立津田中学校で、頭髪の自由化（丸刈りの廃止）に踏み切った。同市内では、1992年5月に入田中学校が頭髪自由化となっており、18校中17校で頭髪が自由化された。残る1校の北井上中学校でも諮問委員会を設置し自由化を審議中である。
1993年（平成5年）8月30日、大阪市の中学校の10校ほどが、1990年代になっても丸刈り校則を維持しており、近畿地方の中学生で作る生徒グループは「丸刈り校則の廃止」「体罰の厳禁」を求めて文部省を訪問し、赤松良子文部大臣に要請をおこなった。
- 赤松大臣は要望を受け、大阪市教育委員会を通じて実態を調査した[55]。赤松大臣は中学生の丸刈り指導問題について「丸刈りは戦争中の兵隊を思い出しゾッとする」と発言し、のちに発言を撤回した。
- このころから、日本各地で丸刈り校則見直しの動きが加速される。同年、福島県立医科大学教授の加藤清司ほかにより「男子中学生に対する『丸刈り』指導の効果に関する研究」が出される[43]。相関係数を用いて実証的に、丸刈り指導効果を検証した[43]。丸刈り強制率と少年窃盗犯検挙人割合との相関係数が正となり、丸刈り校則による非行防止の効果を否定したものとなった[43]。
- 大阪法務局は1993年9月、人権侵犯に当たる可能性があるとして調査を実施した[56]。その時点で、大阪市立中学校129校のうち13校で「丸刈り校則」があったことが判明した。うち大阪市立桜宮中学校（都島区）では、学校にバリカンを置き、教師がバリカンを持って生徒を追いかけて強制的に頭を刈るなどの事例もあったと指摘された。また、文部省への要請の直前の1993年春、「丸刈り校則」の廃止を求める署名が250筆集められていた事も判明した。文部省は大阪市教育委員会に対し、「丸刈り強制は体罰に近い」として改善の指導を実施した。[55]
- 同市内で丸刈り校則があった学校では、校則の見直しがおこなわれ、桜宮中学校では1993年11月、他の中学校でも1994年3月までに「丸刈り校則」が撤廃され、大阪市の中学校での丸刈り校則全廃が達成される[55]。

1993年（平成5年）2月、岐阜県加茂郡東白川村立東白川中学校で、校則の中の「男子は丸刈り。女子はおかっぱ又はショートカット、髪の長さは首まで」という表現がなくなり、男子生徒に対する丸刈り校則、女子生徒に対する短い髪形の強制が廃止された。
1993年（平成5年）1月、岡山県倉敷市立西中学校で、男子生徒の丸刈りが廃止された。
1993年（平成5年）2月12日、山梨県南都留郡忍野村立忍野中学校で、男子頭髪に関する規定が改正され、丸刈り規制が削除となった。
1993年（平成5年）5月7日、岐阜県加茂郡川辺町立川辺中学校で、1992年からの生徒の取り組みが評価され、生徒総会、PTA役員懇談会、PTA総会などの手続きを経て、臨時の全校集会にて、校長先生から頭髪自由化（丸刈り校則廃止）が宣言された。
1993～1994年（平成5～6年）、茨城県龍ケ崎市立愛宕中学校で、丸刈り強制の決まりに時代錯誤を感じていた生徒が立志式で思いを述べ、その勢いで生徒会長として生徒心得の改定に関わり、丸刈り廃止に至った。
1994年（平成6年）、大分県豊後高田市立高田中学校で、丸刈り校則が改正された。
1994年（平成6年）、秋田県大館市立花岡中学校（2015年閉校）で、生徒の心得が一部改正され、男子生徒全員の丸刈りが廃止された。
1994年（平成6年）1月、岡山県倉敷市立福田南中学校で、従来は男子生徒に丸刈りが強制されていたが、試験的に丸刈り校則が廃止され、その後正式に廃止された。
1994年（平成6年）4月21日、兵庫県立小野市小野中学校に「男子の髪型は丸刈りとする。指の間からでてはいけない」「外出の際は、制服か体操着を着ること」とする生徒心得があり、校区内居住の小学校5年生の原告と両親、小学校4年生の弟である参加原告らが、小野市立小野中学校長、および小野市教育委員会を被告として、男子生徒の髪型を丸刈りとし、生徒に校外での私服の着用を禁止している行為が違憲であるとの訴訟（無効確認、および取り消しを求める請求）を起こしたが、神戸地方裁判所の判決にて「却下」となる。
- その後、大阪高等裁判所に控訴するが、1994年11月29日に「控訴棄却」となる。 ただし、判決理由で「丸刈り校則は単なる心得であって守る法的義務はない」という事が確認された。

- さらに、最高裁判所にも上告するが、1996年2月22日に「小野市在住の小学生および代理人の『小野市立小野中学校の丸刈り校則無効確認』の訴えを棄却した高裁判決を支持する」として上告棄却となった[4]。

1994年（平成6年）7月、この時に丸刈り校則が皆無な都道府県は、北海道、東京都、埼玉県、神奈川県、新潟県、京都府、愛媛県、香川県の8都道府県である。前年は北海道、神奈川県、京都府だった。また、11府県で1割以下となっている。丸刈り強制3割以下（皆無も含めて）は32都道府県に及び、1993年から1994年の1年間で大幅に見直しが進んだ。(朝日新聞平成6年7月16日)
1994年（平成6年）11月20日、愛知県西尾市立一色中学校で、男子は丸刈り、女子はショートカットという頭髪ルールが緩和され、学業や部活の邪魔にならない最低限のルールを守ることを条件に長髪が許可された。同校では、11月20日を「頭髪記念日」と定め、毎年この日に「頭髪記念集会」が開かれ、学校生活を見直しを実施しており、2021年現在継続中である。
1994年（平成6年）12月、富山県黒部市立鷹施中学校（2020年閉校）で、校則を見直し、男子の丸刈り条項が削除された。
1995年（平成7年）、神戸市の中学校での男子生徒に対する丸刈り校則全廃が達成される。1990年ごろまでは、ほとんどの神戸市の中学校で丸刈り指導が行われていた。
1995年（平成7年）、福岡市立姪浜中学校は、同市内で最後まで「男子の頭髪は丸刈り」の校則が残っていた中学校の一つであったが、1994年度を以て廃止され、男子の頭髪は（過度の長髪や染髪にしなければ）校則で制限されなくなった。
1995年（平成7年）2月、福井県勝山市立の中学校3校(中部・北部・南部)で男子生徒の丸刈り校則が廃止される。
1995年（平成7年）12月、千葉県匝瑳郡光町立光中学校(現 山武郡横芝光町立光中学校)で、従来の「男子は丸刈とする。女子の後ろ髪はえり付け線までとする」としていた遵守事項(頭髪規定)が、「男子は目、耳、襟にかからない程度」の長髪、「女子は目、肩にかからない程度とし、それ以上長い場合は後ろで1つか2つで結ぶか編む」に改正され、男子生徒に対する丸刈り校則、女子生徒に対する短い髪形の強制が廃止された。
1995年（平成7年）12月22日、岡山県内の全公立中学校で丸刈り校則廃止が達成された。
1996年（平成8年）、鹿児島県弁護士会は、鹿児島県伊仙町立伊仙中学校の校長に「丸刈りの規制と指導は憲法・ 子どもの権利条約・教育基本法のいずれにも抵触し、子どもの基本的人権を著しく侵害するのですみやかに廃止するよう」勧告する。丸刈り指導拒否して通学した男子中学生に、別室での説得活動その他の強い指導が行われ、転校を余儀なくされたという事例があった。
1998年（平成10年）1月、鹿児島県姶良市立帖佐中学校で、従来は男子生徒は丸刈りと決められていたが、男子生徒の頭髪の自由化が試行され、1999年度に、正式に丸刈り校則が廃止された。
1999年（平成11年）3月1日、兵庫県美方郡香美町立兎塚中学校香美町立射添中学校（2009年香美町立村岡中学校と統合し閉校）で、三者会（ＰＴＡ・学校・生徒会）を経て、従来は男子は丸刈り、女子はショートカットとしていた頭髪の自由化が達成された。

### 2000年代
2000年（平成12年）、「中学校の丸刈り校則をなくす会」（宮脇明美代表）のWEBサイトが立ち上げられる。主として熊本県の中学校の丸刈り校則全廃に向けて、インターネットを駆使した市民運動がスタートする。熊本県の中学校では、2002年9月で過半数の104校で丸刈り校則が実施されていた。また、同県を含む南九州地域でも幅広く実施されていた。
- 2002年3月、熊本県宇土市立鶴城中学校が、丸刈りを拒否した男子生徒を卒業式に出席させない事態が発生した[71]。
- 2002年6月、熊本県鹿本郡鹿央町立米野岳中学校（現 山鹿市立米野岳中学校）で、丸刈り指導を拒否した男子生徒を、中体連大会への出場を辞退させる事態が発生する[72]。
- 上記2件の事態は、熊本県議会で取り上げられ、県教育長が「丸刈り校則を見直す時期」と答弁する[73]。また、中学校の丸刈り校則をなくす会のWEBサイトでも大きく取り上げられる。
- 2002年7月、熊本県八代郡東陽村立東陽中学校（現 八代市立東陽中学校）で、男子生徒の丸刈り校則が廃止された。
- 2003年2月10日、熊本県本渡市立本渡中学校（現 天草市立本渡中学校）で、男子生徒の丸刈り校則が廃止された。
- 2003年8月1日、中学校の丸刈り校則をなくす会の宮脇明美代表が熊本県弁護士会に対し「生徒たちが丸刈りを強制されている」として生徒の人権救済措置申立てを実施した。同様の申し立ては、福岡、大分、鹿児島などで行われている。 この時点で、熊本県内の公立中学では２割強の４７校に丸刈り校則が残っていた[74]。
- 2004年3月10日、人権救済申立てを受けて、熊本県弁護士会が県内で丸刈り校則の残る中学校19校に廃止勧告を出した。また、同月12日、熊本県弁護士会が県教育委員会に「丸刈り校則を速やかに廃止するよう指導してほしい」旨の要請書を出した[12]。
- 2005年、熊本県天草郡苓北町立都呂々中学校（2015年閉校）で、男子頭髪の丸刈り校則が廃止された[75]。
- 2006年9月、熊本県の中学校で丸刈り校則全廃が達成される。丸刈り校則実施率第1位だった熊本県で、4年間で全廃を達成したのは注目された[73]。

2001年（平成13年）12月、鹿児島県肝属郡錦江町立大根占中学校（2008年3月閉校）で、頭髪規定見直し開始され、2002年7月9日、男子頭髪丸刈り規制が解除がされた。
2002年（平成14年）1月、東京都で行われた日教組教研集会の「子ども参画と学校改革」特別分科会で、「以前に、学校が荒れ、生徒を丸刈りにしたら、学校が良くなったこともある」という趣旨の中学生教師の発言が、参加者から批判を浴びることとなった。
2004年（平成16年）3月、鳥取県気高郡青谷町立青谷中学校（現 鳥取市立青谷中学校）で丸刈り校則が廃止され、鳥取県での丸刈り校則全廃が達成された。
2008年（平成20年）、佐賀県佐賀市立川副中学校で丸刈り校則が廃止され、佐賀県での丸刈り校則全廃が達成された。
2009年（平成20年）3月6日、鹿児島県・奄美群島の公立中学校における男子生徒に対する丸刈りを強制する校則の廃止勧告が同県弁護士会によって送付された。この時点で丸刈り校則のある中学校は奄美群島を中心とした離島のみに限られていた。県教委義務教育課は「校長が実情に応じて校則を定めており、頭髪を校則で規制することは、一概に人権侵害とはいえない」としている。

### 2010年代以降
2011年（平成23年）、長崎県壱岐市の全ての中学校で頭髪が自由化され、長崎県の中学校での丸刈り校則が全廃された。
2013年（平成26年）6月、鹿児島県奄美市立笠利中学校で、丸刈り校則廃止が生徒総会で可決。校長の承認を得て、1学期に丸刈り校則が廃止され、奄美群島および鹿児島県の中学校での丸刈り校則が全廃された。
2017年（平成29年）7月13日、東京都東久留米市の学校法人自由学園男子部で、前日に行われた全校討議の結果、丸刈り校則を同年度2学期より撤廃することを決定した。
2017年冬、沖縄県宮古島市立佐良浜中学校（2019年3月10日閉校）で男子丸刈りの校則が廃止される。
2018年（平成30年）12月、岩手県の公立中学校で丸刈り校則の残っていた3校のうち、岩手町立一方井中学校が3学期からの頭髪自由化を決定。残る2校の岩手町立川口中学校、気仙郡住田町立有住中学校も、2019年（平成31年・令和元年）度の新入生より長髪を解禁した。この3校の頭髪自由化により、日本の中学校における丸刈り校則は全廃となった。
2018年（平成30年）、兵庫県立氷上高等学校において、従来は女子生徒のロングヘアが禁止されていたが、ロングヘアが解禁となった。
2020年（令和2年）4月、青森県平内町の松風塾高等学校において、従来は男子生徒は丸刈り、女子生徒はショートカットにする事が義務付けられていたが、頭髪規定が改定され、男子生徒は、目・耳・襟にかからない長さであれば自由、女子生徒は、前髪は目にかからない長さで、肩につく長さは耳下で一本または二本に結えばロングヘア許可となった。この1校の男子頭髪自由化により、日本の高等学校における丸刈り校則は全廃となった。
2021年（令和3年）、兵庫県立西脇工業高等学校において、従来は女子生徒のロングヘアがが禁止されていたが、肩にかかる髪を結ぶ等の要件を満たせば、ロングヘアが許可されるようになった。この1校のロングヘア解禁により、日本の高等学校における女子生徒への短い髪型の強制は全廃となった。
2018～2023年（平成30～令和5年）、兵庫県と広島県の一部の中学校において、1990年代に男子生徒に対する丸刈り校則を廃止した後も、女子生徒に対しおかっぱなどの短い髪型を強制していたが、頭髪に関する校則の見直しが行われ、肩にかかる髪を束ねるなどの要件を満たせばロングヘアが認められる事になった。その内訳は、2018年7月 広島県庄原市立東城中学校、2018年秋 兵庫県豊岡市立出石中学校、2019年4月 豊岡市立豊岡南中学校、2019年9月 豊岡市立豊岡北中学校、2020年4月 豊岡市立港中学校、兵庫県美方郡香美町立小代中学校、2023年11月 豊岡市立竹野中学校である。これらの学校のロングヘア解禁により、日本の中学校における女子生徒への短い髪型の強制は全廃となった。

## 韓国における丸刈り校則
韓国の中学校などの2010年代以前は 校則では頭髪について厳しい定めがある 1982年以前はほとんどの学校で存続していた規定で 1980年代から2000年代に至るまで、規制緩和と強化を繰り返す傾向でした。 。しかし、韓国の中学校や高校では生徒が頭髪を短く刈りすぎると不満を持っていると捉えられる。規定で 特に丸刈りは「不満」をもっていると捉えられ、反抗的な意思表示とみなされることもある。そのため中学校の校則などでは、むしろ丸刈り（坊主頭）にすることを禁止する例がある。2010年、全国同時地方選挙を起点に進歩教育感が当選するにつれ、規制が緩和または廃止される傾向にある。